# 杉原神社
杉原神社（すぎはらじんじゃ）は、富山県富山市八尾町黒田にある神社である。

## 歴史
この神社の創建年代等については不詳であるが、延喜式に記載がある式内社である。

## 文化財
- 富山県指定有形文化財
  - 木造杉原神坐像